# 鈴鹿流
鈴鹿流（すずかりゅう）は、薙刀術の流派のひとつ。江戸時代に仙台藩で伝承された。
鈴鹿長威斎家直を流祖とするが、鈴鹿流では、この人物を天真正伝香取神道流を開いた飯篠長威斎家直と同一人物であると伝える。
影山流第8代の松浦正威が鈴鹿流第3代を継承したことにより、松浦の系統の影山流と併伝され、関口（吉田）勝義の仕官によって影山流とともに仙台藩に伝わった。その後、影山流の吉田有円が鈴鹿流のみを継承して、影山流とは別に伝承された。
確証を得ないが、元来、鈴鹿流という薙刀の流儀はなく、仙台藩にも伝わっていた静流薙刀術が、東北訛りで「すずかりゅう」と発音され、それに「鈴鹿」の文字を充てた可能性が高い。流祖が曖昧になっているのもそれが原因と思われる。
三重県亀山市の旧坂下宿の鈴鹿御前を祀る片山神社には、「鈴鹿流薙刀術発生之地」碑が建てられている。
1959年（昭和34年）の宮城県薙刀連盟の結成時に、鈴鹿流の桜田トミが理事長に就任した。
対外的な活動はほとんどしていないが、現在も伝承されている。